# Chrysopodes (Chrysopodes) jubilosus
Chrysopodes (Chrysopodes) jubilosus is een insect uit de familie van de gaasvliegen (Chrysopidae), die tot de orde netvleugeligen (Neuroptera) behoort. 
Chrysopodes (Chrysopodes) jubilosus is voor het eerst wetenschappelijk beschreven door Navás in 1914.